# 東みよし町立三加茂中学校
東みよし町立三加茂中学校（ひがしみよしちょうりつ みかもちゅうがっこう）は、徳島県三好郡東みよし町西庄字横手にある公立中学校。

## 沿革
- 1947年 - 三庄村三庄中学校と加茂町加茂中学校が創立。
- 1961年 - 三庄中学校と加茂中学校を統合し三加茂中学校が創立。
- 1976年 - 大藤分校を廃止。

## 校訓
- 創造

## 校歌
- 作詞: 国安光夫
- 作曲: 原賀男

## 著名な卒業生
- 桂七福（落語家）
- 鈴木愛（プロゴルファー）
- 篠原理沙（女優）

## 関連学校
- 東みよし町立加茂小学校
- 東みよし町立三庄小学校
- 東みよし町立西庄小学校
- 東みよし町立絵堂小学校

## 通学区域が隣接している学校
- 東みよし町立三好中学校
- 三好市立井川中学校
- 三好市立山城中学校
- 三好市立東祖谷中学校
- つるぎ町立半田中学校
- 三好市立三野中学校